# Swidger (biskup kujawski)
Zasugerowano, aby zintegrować ten artykuł z artykułem Świdger (biskup kruszwicki). Nie opisano powodu propozycji integracji.
Swidger łac. Swidgerus (XII wiek) – pierwszy historyczny biskup kujawski, prawdopodobnie Niemiec z zakonu norbertanów.
Jedyną pewną wzmianką źródłową na jego temat jest wpis w nekrologu benedyktyńskiego klasztoru św. Michała w Bambergu, co może wskazywać na jego powiązanie z misją pomorską Ottona z Bambergu. Jan Długosz w swojej kronice przypisuje mu konsekrowanie w dniu 16 marca 1133 klasztoru norbertanek w Strzelnie, nie ma jednak zgody co do wiarygodności tego przekazu.
Nie jest znana dokładna data śmierci Swidgera. Nekrolog bamberski podaje jedynie dzień 10 marca bez daty rocznej. Jego następca Warner jest poświadczony po raz pierwszy 4 kwietnia 1148 w bulli protekcyjnej Eugeniusza III.